# Stazione meteorologica di Servigliano
La stazione meteorologica di Servigliano è la stazione meteorologica di riferimento relativa alla località di Servigliano.

## Coordinate geografiche
La stazione meteo si trova nell'Italia centrale, nelle Marche, in provincia di Fermo, nel comune di Servigliano, a 215 metri s.l.m. e alle coordinate geografiche 43°04′N 13°29′E.

## Dati climatologici
In base alla media trentennale di riferimento 1961-1990, la temperatura media del mese più freddo, gennaio, si attesta a +4,7 °C; quella dei mesi più caldi, luglio e agosto, è di +21,6 °C .
| Servigliano        | Mesi | Mesi | Mesi | Mesi | Mesi | Mesi | Mesi | Mesi | Mesi | Mesi | Mesi | Mesi | Stagioni | Stagioni | Stagioni | Stagioni | Anno |
| Servigliano        | Gen  | Feb  | Mar  | Apr  | Mag  | Giu  | Lug  | Ago  | Set  | Ott  | Nov  | Dic  | Inv      | Pri      | Est      | Aut      | Anno |
| ------------------ | ---- | ---- | ---- | ---- | ---- | ---- | ---- | ---- | ---- | ---- | ---- | ---- | -------- | -------- | -------- | -------- | ---- |
| T. max. media (°C) | 8,2  | 9,8  | 12,7 | 16,5 | 20,9 | 25,2 | 28,0 | 28,2 | 24,4 | 18,4 | 13,3 | 10,1 | 9,4      | 16,7     | 27,1     | 18,7     | 18,0 |
| T. min. media (°C) | 1,2  | 1,5  | 3,6  | 6,5  | 9,8  | 13,4 | 15,2 | 15,1 | 12,8 | 9,2  | 5,7  | 2,7  | 1,8      | 6,6      | 14,6     | 9,2      | 8,1  |